# Charles Plumier
Charles Plumier, né le 20 avril 1646 à Marseille et mort le 20 novembre 1704 au Puerto de Santa María en Espagne, est un botaniste et voyageur-naturaliste français.

## Biographie

### Naissance et études
Le père Plumier était le fils de Jean Plumier et Madeleine Roussel, simples artisans. Après un bon enseignement secondaire, il entre dans l'ordre des Minimes à 16 ans et fait profession le 22 décembre 1663. Il se consacre à l'étude des mathématiques et de la physique, il est également un excellent peintre.
Il continue ses études à Toulouse auprès du père Magnan ; il apprend la géométrie et la façon de polir les lentilles des instruments d'optique. Plumier est envoyé à Rome au monastère de la Trinité-des-Monts. Il étudie la botanique sous la direction de deux membres de sa congrégation, notamment de Paolo Silvio Boccone (1633–1704). À son retour en France, il est nommé au couvent de Bormes, installé dans le château des Seigneurs de Foz, et herborise dans les îles d'Hyères, le Midi et le Dauphiné. Il fait la connaissance de Pierre Joseph Garidel qui lui fait connaître Tournefort (1656–1708) et l'accompagne lors de ses excursions botaniques. Seul, il explore les côtes de la Provence et du Languedoc.

### Voyages

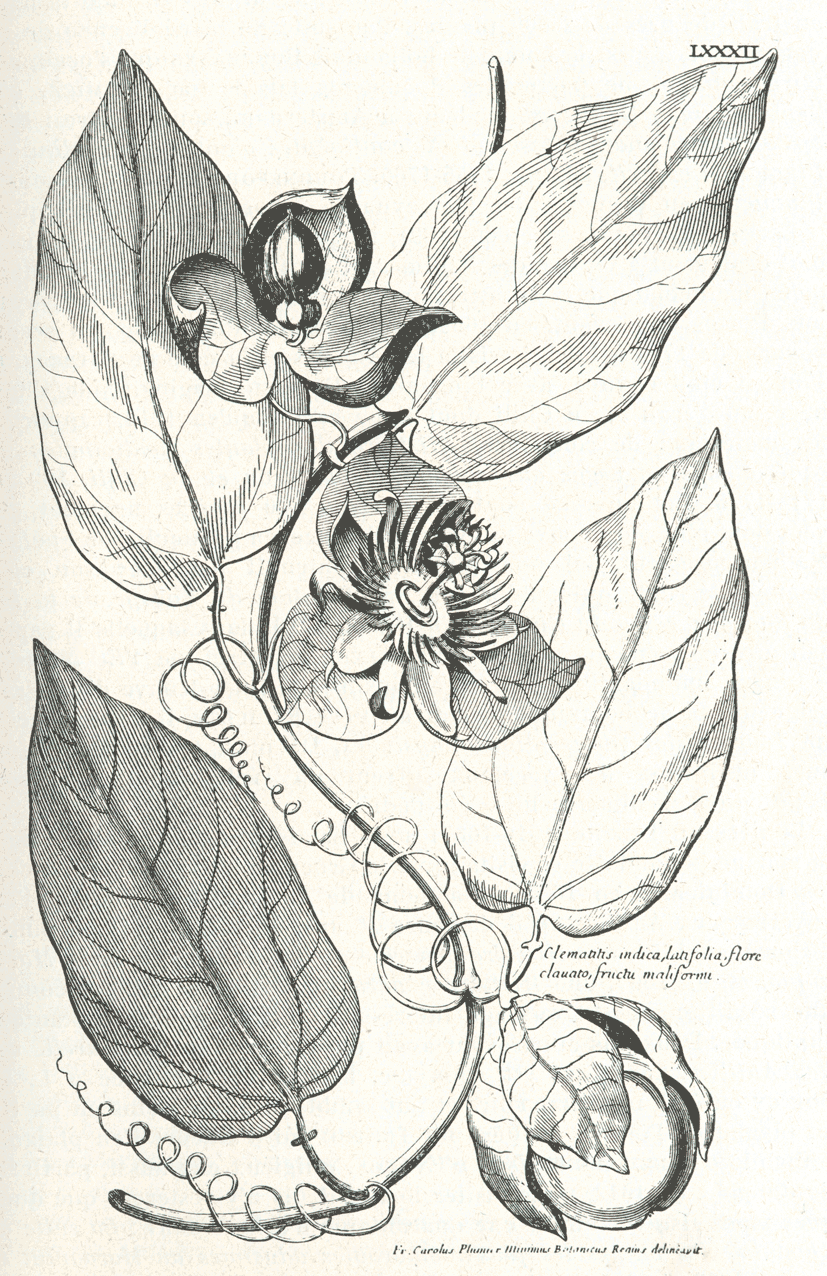
Clematitis indica latifolia dans la Description des plantes de l'Amérique (1693).

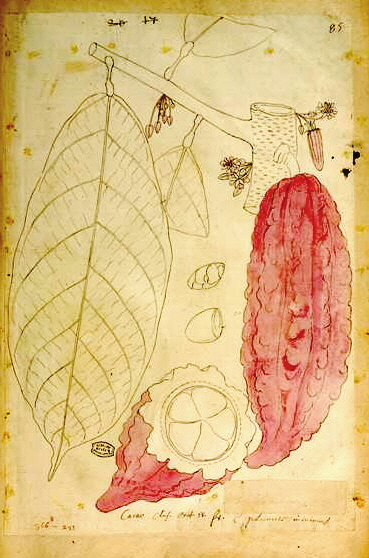
Cacao dans Botanicum americanum.

#### Premier voyage
Louis XIV avait chargé Michel Bégon de trouver un savant naturaliste pour un voyage d'exploration aux Amériques. En effet, Bégon connaissait ces régions puisqu'il avait été intendant des îles d'Amériques de 1682 à 1685. Bégon, alors intendant des galères à Marseille, propose Joseph-Donat Surian, pharmacien, chimiste, herboriste et médecin de Marseille. Mais ce dernier, qui avait de grandes connaissances en chimie et un don pour herboriser, n'avait cependant pas assez de connaissances dans le domaine de la botanique. Il s'adjoint donc Charles Plumier, qui était également un dessinateur habile. Le départ a lieu en 1689. Plumier s'acquitte de sa mission en récoltant de nombreux spécimens et en réalisant une masse énorme de dessins ; malheureusement le bateau transportant son herbier fait naufrage, et seules ses planches et dessins, transportés sur un second bateau parviennent en Europe.

#### Deuxième voyage
Le roi, très satisfait du travail réalisé, nomme Plumier botaniste du roi et le renvoie en 1693 aux Antilles. Au retour de cette mission, il fait publier son premier livre : Description des plantes d'Amérique.

#### Troisième voyage
Il réalise en 1695 un troisième voyage qui le conduira en Guadeloupe, Martinique, Saint-Domingue et au Brésil durant lequel il séjourne un moment avec le père Jean-Baptiste Labat. De retour en 1703, il publiera Nova plantarum americanarum genera où il décrit 106 nouveaux genres, dont la vanille à laquelle il donne le nom latin de Vanilla. Selon cette source, il est passé à Saint-Domingue dès 1689, et rédige un mémoire qui réclame la fin de la ferme du tabac.

#### Quatrième voyage
Ce quatrième voyage lui sera fatal. Fagon, médecin du roi, désirant mieux connaître le quinquina d'Amérique au Pérou, le charge d'une nouvelle mission. Il se rend à Sainte-Marie près de Cadix pour rejoindre Los Rios, vice-roi du Pérou. Affaibli par ses précédents voyages, il meurt d'une pleurésie le 20 novembre 1704. Il est inhumé dans un couvent des minimes près de Cadix. En 1705, après sa mort, paraîtra son Traité des fougères.

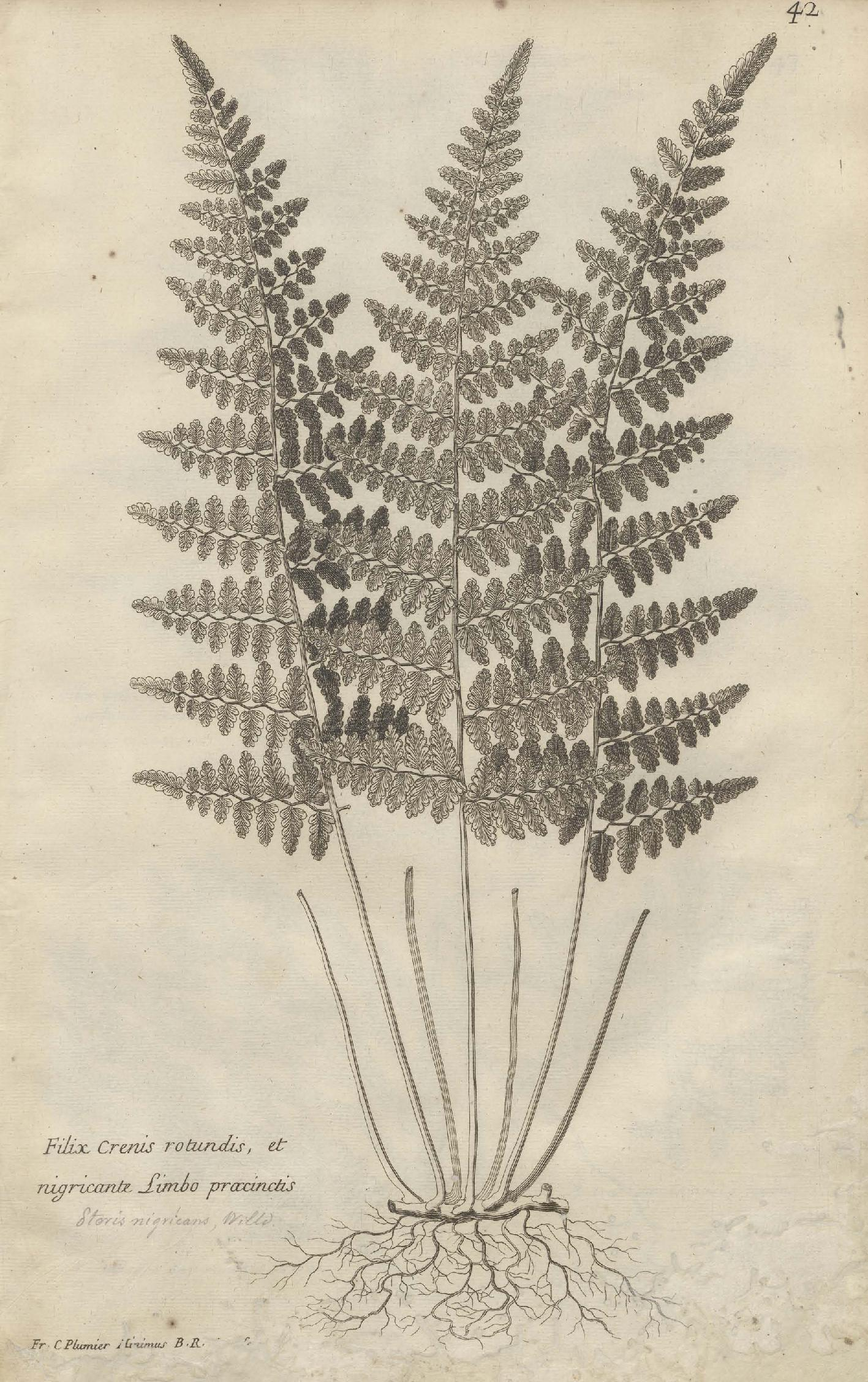
Filix Crenis Rotundis, illustration contenue dans Traité des Fougères de l'Amérique, 1705.

## Contributions
Le père Plumier est un spécialiste de la flore des Antilles et ses découvertes sont considérables. C'est lui qui le premier a donné aux plantes le nom de personnalités diverses : le bégonia pour Michel Bégon, le fuchsia pour Leonhart Fuchs, le lobélia pour Mathias de l'Obel, le magnolia pour Pierre Magnol sans oublier, entre autres, le genre Dioscorea pour honorer la mémoire de Dioscoride. Quand ce ne sont pas des noms de personnes, Plumier utilise les noms vernaculaires qu'il latinise pour nommer les nouvelles plantes. Ainsi par exemple, il nomme la vainillia, une plante originaire du Mexique découverte en 1571 par Francisco Hernández, Vanilla planifolia.
Il a donné de la cochenille du Mexique une belle description : « la cochenille s'attache contre diverses sortes d'arbres, les Indiens les cultivent sur les plantes qu'on nomme oppontium ». Mais c'est Pierre Joseph Garidel avec Emeric, médecin, qui mettra en évidence de façon expérimentale et avec une rigueur toute scientifique la véritable nature du kermès, qui sera classé parmi les insectes, car jusqu'alors on croyait que le colorant rouge que l'on tirait de la cochenille provenait d'un végétal.
Il laisse derrière lui de nombreux manuscrits et plus de 6 000 dessins, dont 4 000 de végétaux (le reste représentant la faune américaine).
Ses illustrations de poissons de la Martinique sont utilisées par le comte de Lacépède (1756–1825) et par Marcus Élieser Bloch (1723–1799).
Ses publications naturalistes lui valent l'admiration de ses contemporains, et de successeurs tels que Georges Cuvier (1769–1832). Tournefort et Linné lui dédient le genre Plumeria de la famille des Apocynacées.

## Ouvrages
- 1693 – Charles Plumier, Jean Anisson, Description des plantes de l'Amérique (œuvre écrite), Inconnu et IN  Groupe, Paris, 1693, [lire en ligne].
- 1703 – Charles Plumier, Nova plantarum americanarum genera (œuvre écrite), J. Boudot, Paris, 1703, [lire en ligne].
- Traité des fougères de l'Amérique, Paris, Imprimerie royale, 1705. Ou  (Numérisations SCD de l'Université de Strasbourg). Aussi sur Gallica et sur Manioc.org (ouvrage en ligne avec illustrations). Traduction de Filicetum Americanum (1703).
- L'art de tourner ou de faire en perfection toutes sortes d'ouvrages au tour (1re  éd.  Lyon, 1701 ; 2e éd., Paris, Jombert, 1749).
  - L'art de tourner en perfection, édition de 1749 numérisée par Christian Lavigne (Ars Mathematica), d'après l'exemplaire de la bibliothèque de Verdun (Meuse)
  - L'art de tourner en perfection sur Gallica, Paris, Jombert, 1749
- L'ouvrage posthume de Plumier, qu'a fait paraître Johannes Burman (1707–1780) entre 1755 et 1760, est généralement cité comme Plantarum americanarum. Son titre collectif complet est : Plantarum americanarum fasciculus {primus | … | decimus} : continens plantas, quas olim Carolus Plumierius, botanicorum princeps detexit, eruitque, atque in insulis Antillis ipse depinxit : Fascicule {1 | … | 10} des plantes américaines …. Le titre précise que Charles Plumier est le premier botaniste à les avoir découvertes, décrites et dessinées lui-même dans les Antilles. En ligne, avec illustrations de Plumier, sur le site Botanicus.org :
  - fascicules 1 à 5 ;
  - fascicules 6 à 10.

## Compléments

### Hommages
- La ville de Marseille a nommé une rue en son honneur.
- La ville de Rochefort a également donné son nom à la rue où se trouve le conservatoire du Bégonia. En effet, Bégon, après son départ de Marseille, fut nommé intendant de la marine à Rochefort.
- À Paris, le square du Père-Plumier lui rend hommage.
- Un cargo bananier (1938–1964) qui a participé au second conflit mondial a porté le nom de Charles Plumier.
- La fondation Charles Plumier, aux Etats-Unis, rend hommage au tourneur ornementaliste. Elle conserve de nombreux Rose Engine et transmet leur usage. Voici un texte de présentation sur le site de la Fondation qui présente ses objectifs : "La Fondation Plumier a été créée pour enseigner, encourager et préserver les pratiques du tournage ornemental et de l'ébénisterie d'art. Fruit d'une collaboration extraordinaire entre art et science, le tournage ornemental a donné naissance à des merveilles techniques et esthétiques au cours des derniers siècles. L'ébénisterie d'art possède également une riche histoire, celle d'un artisan qui unit ses mains et ses yeux pour façonner la plus grande ressource naturelle renouvelable de l'humanité, le bois, en objets d'art utilitaires. L'objectif de la Fondation Plumier est de perpétuer ces savoir-faire en proposant un enseignement pratique et concret de l'utilisation de machines et d'outils anciens, dans le respect du passé, tout en faisant progresser le tournage ornemental et l'ébénisterie d'art de manière innovante et créative. À cette fin, la Fondation Plumier constitue une ressource unique offrant un accès aux connaissances et aux outils nécessaires aux praticiens du tournage ornemental et de l'ébénisterie d'art."